# Dusona longicauda
Dusona longicauda är en stekelart som först beskrevs av Tohru Uchida 1928.  Dusona longicauda ingår i släktet Dusona och familjen brokparasitsteklar. Inga underarter finns listade i Catalogue of Life.